# 196P/Тихи
Комета Тихи (196P/Tichy) — короткопериодическая комета из семейства Юпитера, которая была обнаружена 23 октября 2000 года чешским астрономом Милошем Тихи на снимках, полученных его коллегами Яной Тиха и Михалем Кочерем с помощью 0,57-метрового телескопа обсерватории Клеть. Она была описана как звёздоподобный объект 17,8 m звёздной величины и первоначально принят за астероид. Однако всего неделю спустя было установлено, что объект имеет небольшую кому в 10 " угловых секунд в поперечнике, что подтверждало его кометную природу. Комета обладает довольно длительным периодом обращения вокруг Солнца — чуть более 7,3 года. 

Орбита кометы Тихи и её положение в Солнечной системе

К 1 ноября британский астроном Брайан Марсден рассчитал первую короткопериодическую орбиту кометы. Комета 196P/Тихи стала первой кометой, обнаруженной в Чешской Республике с помощью ПЗС-камеры. Наблюдения за ней продолжались на протяжении нескольких месяцев, вплоть до 16 февраля 2001 года.

### Сближения с планетами
В течение XX и XXI веков комета лишь дважды подойдёт к Юпитеру ближе, чем на 1 а. е. 
- 0,33 а. е. от Юпитера 7 января 1982 года;
- 0,73 а. е. от Юпитера 2 июля 2041 года.